# Primer Doctor
El Primer Doctor és l'encarnació inicial del protagonista de la longeva sèrie de ficció de la BBC Doctor Who. Va ser interpretat per l'actor William Hartnell entre 1963 i 1966. Hartnell va repetir el paper en la història del desè aniversari, The Three Doctors el 1973, encara que de forma molt reduïda per la seva mala salut. El 1983, l'actor Richard Hurndall interpretaria al Primer Doctor en l'especial del 20 aniversari, The Five Doctors, ja que William Hartnell havia mort el 1975. Una versió cinematogràfica del personatge sense continuïtat amb la televisiva va ser interpretada per Peter Cushing.
En la narrativa de la sèrie, el Doctor és un senyor del temps, un alienígena que pot viure segles del planeta Gallifrey que viatja en el temps i l'espai en el seu TARDIS, freqüentment amb acompanyants. Quan el Doctor és ferit mortalment, pot regenerar el seu cos, al fer-ho, canvia la seva aparença física i la seva personalitat. El Doctor de Hartnell és la forma "original" del Doctor. El recurs argumental de la regeneració es va introduir quan Hartnell va haver d'abandonar la sèrie, i amb això ha estès la vida de la sèrie molts anys. El Primer Doctor és l'encarnació més jove, però a la vegada és la que té l'aparença més anciana.

## Biografia
Quan s'estava creant la sèrie, el Doctor era un personatge misteriós del qual se sabia molt poc llevat del fet que tenia una neta, Susan Foreman, i que els dos eren d'un altre temps i un altre món. Tenia una màquina del temps, la TARDIS, que estava disfressada de cabina de policia i que era més gran per dins. Susan i ell estaven a l'exili, per raons no aclarides. No seria fins a l'última aventura del Segon Doctor que es coneixeria el nom del poble del Doctor, els senyors del temps, i el nom del planeta Gallifrey no coneixeria fins a l'època del Tercer Doctor.
La sèrie començava amb els professors Ian Chesterton i Barbara Wright investigant el misteri de la Susan, una estudiant que semblava posseir coneixements científics i històrics molt més enllà de la seva edat. En descobrir la TARDIS en un solar, són presos per la força pel Doctor en un viatge fins a l'any 100.000 aC i després van passar dos anys vivint aventures en el temps i l'espai amb el Doctor.